# Cementerio de coléricos
El cementerio de coléricos es un sitio que fue utilizado como lugar de sepultura para las víctimas de la epidemia de cólera que azotó Chile entre los años 1886 y 1888. Está ubicado en la ciudad de Santiago, en la ribera norte del río Mapocho, comuna de Renca, y fue redescubierto en 2003 luego de los trabajos de construcción de la autopista Costanera Norte.

## Historia

### Llega el cólera a Chile
La emergencia sanitaria que vivía el país llevó al gobierno de José Manuel Balmaceda a crear un cementerio para aislar el foco de las personas fallecidas de los núcleos poblacionales de clase baja que conformaban la periferia de la ciudad, en un terreno no urbanizado a las orillas del río Mapocho, y así no colapsar el cementerio General de Santiago. 
Llevaba 8 millones de muertos desde Asia a Europa y cuando el 22 de diciembre de 1886 los diarios de la época informaron que en San Felipe, el peón Jerónimo Álvarez (criado del argentino Eloy Martínez) era el primer chileno que moría de cólera en manos de los curas Agustinos, en Santiago cundió el pánico.
Los tónicos de hierbas, como el Licor de Hoffman, el mentol y el Alcanfor, se agotaron en las droguerías en un día. Las cosechas de repollo (que el pensamiento popular consideraba culpable de la enfermedad) se incineraron completas. Pero el 15 de enero de 1887 cayeron los primeros enfermos en Barrancas, hoy Pudahuel. La ciudad se paralizó: la peste no tenía cura y sólo quedaba esperar encerrado en la casa tener la suerte de ver la espalda de la muerte cuando dejara Santiago.

### Se implementa el cementerio
El cementerio se implementó en febrero de 1887, y los restos fueron inhumados en capas sucesivas de bóvedas de ladrillos y vestidos dentro de mortajas, sobre las cuales se depositaba cal y en algunos casos sulfato de cobre.

### Se desvanece en el tiempo
Con el paso del tiempo las bóvedas fueron cubiertas por el material sedimentario del río, y para 1939 en un plano de Santiago el sector figuraba como antiguo cementerio de coléricos, pero para 1950 el sector ya había desaparecido.

### Se descubre
En el año 2003, durante los trabajos de la autopista Costanera Norte, se descubrieron osamentas humanas que, luego de una investigación arqueológica, revelaron que eran víctimas de la epidemia de cólera de 1886-1888.